# Hold It In
Hold It In è un album discografico in studio del gruppo musicale sludge metal statunitense Melvins, pubblicato nel 2014.

## Tracce
Tutte le tracce sono di Buzz Osborne, Jeff Pinkus e Dale Crover tranne dove indicato.
1. Bride of Crankenstein – 2:49
2. You Can Make Me Wait – 2:49 (Paul Leary)
3. Brass Cupcake – 3:24
4. Barcelonian Horseshoe Pit – 4:22
5. Onions Make the Milk Taste Bad – 5:01
6. Eyes on You – 3:24 (Leary)
7. Sesame Street Meat – 3:28
8. Nine Yards – 2:29
9. The Bunk Up – 7:35
10. I Get Along (Hollow Moon) – 2:25 (Leary)
11. Piss Pisstopherson – 2:58
12. House of Gasoline – 12:11

## Formazione
- King Buzzo - chitarra, voce (3,5,7,9,12), cori (1)
- Dale Crover - batteria, cori
- Paul Leary - chitarra, voce (2,6,10), cori (3)
- Jeff Punkus - basso, voce (1,8,11), cori